# 汤丹镇
汤丹镇，是中华人民共和国云南省昆明市东川区下辖的一个镇。

## 行政区划
汤丹镇下辖以下地区：
菜园社区、大坪地社区、洒海村、梨坪村、元宝村、中河村、田坝村、新发村、小河村、新桥村、石庄村、大地坡村、海子村、黄草坪村、姑庄村、同心村、三家村、风景村、兴隆村、望厂村、杉木村、弯腰树村、中山村、江西村、达朵村、新塘村、新寨村和竹山村。